# Manacor
Manacor (pronunciat /mənə'kɔ/ Manacò) és un municipi de Mallorca, a l'est de l'illa. Confronta amb Felanitx, Vilafranca, Petra i Sant Llorenç des Cardassar. Forma part de la comarca de Llevant.

## Geografia

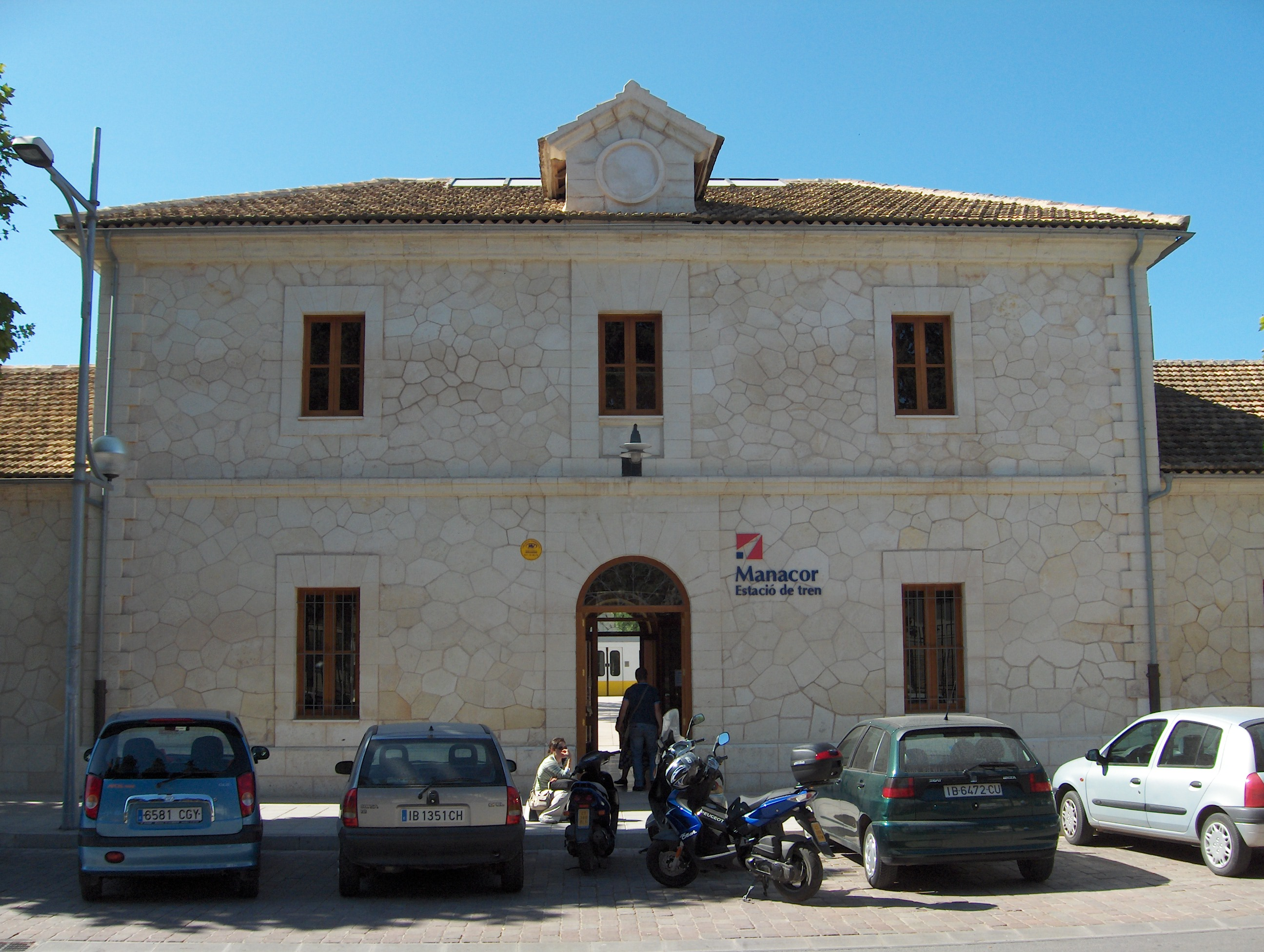
Estació del tren (Manacor)

Manacor és a la zona oriental de l'illa de Mallorca a uns cinquanta quilòmetres de Palma. És el segon terme municipal més gran de l'illa i ocupa una superfície de 260,22 km². A migjorn limita amb Felanitx, a ponent amb Vilafranca de Bonany, a mestral amb Petra i a gregal amb Sant Llorenç des Cardassar. Al llevant, el litoral té uns 27 km de longitud.
Les principals poblacions del terme municipal són la ciutat de Manacor, Porto Cristo, s'Illot, Cales de Mallorca, Cala Anguila, Cala Mendia, Son Macià i Cala Murada. Al municipi també hi pertanyen algunes cales com: Cala Varques, Cala Domingos, Cala Antena, Cala Bota, Cala Virgili, Cala Pilota, Cala Magraner, Cala Sequer i Cala Morlanda.

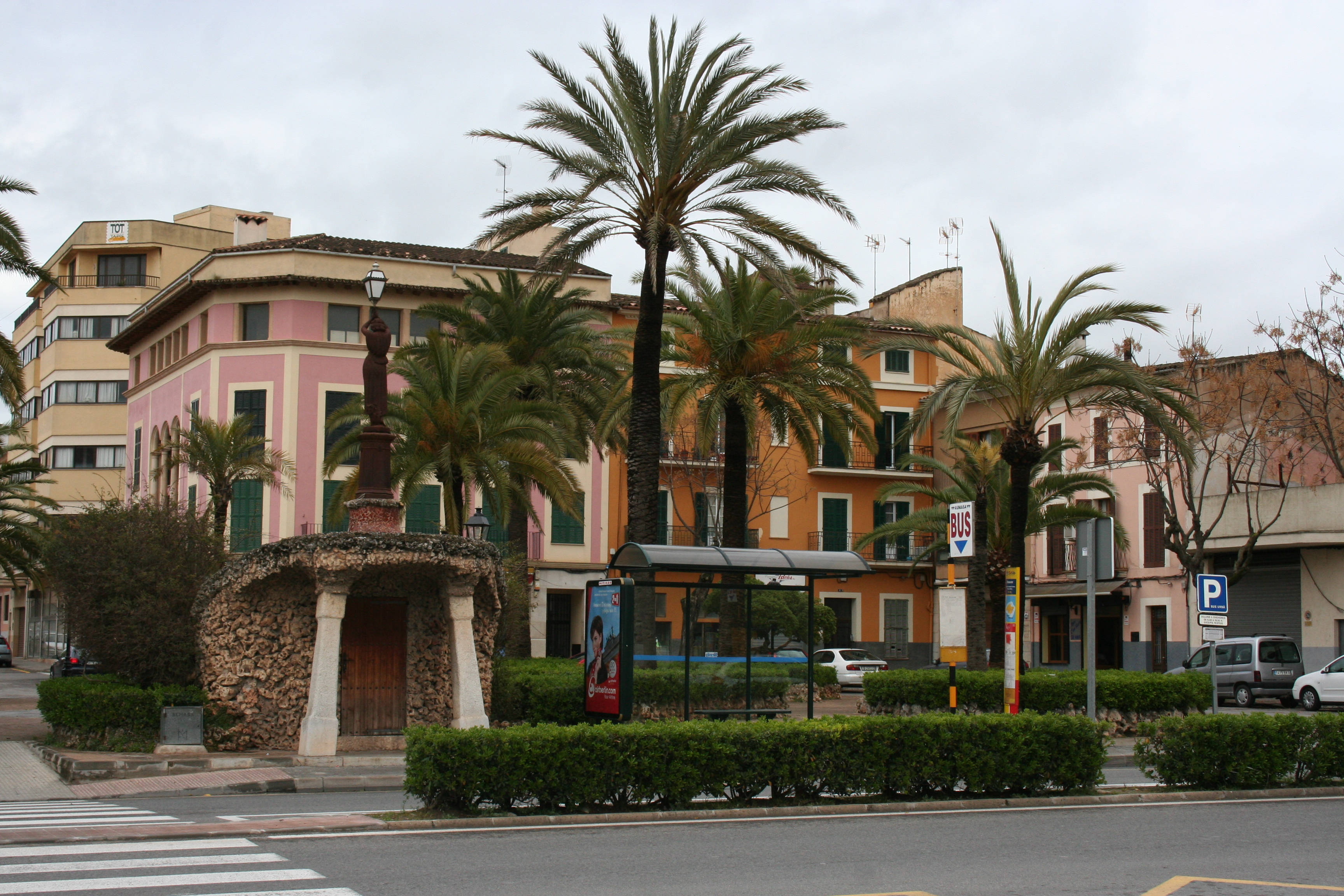
Plaça de sa Mora

### Relleu
El relleu és poc acusat. L'altitud mitjana és d'uns 125 m. Comprèn tres àrees ben diferenciades: 
- La zona d'Es Pla, on s'assenta el principal nucli urbà, la ciutat de Manacor, caracteritzada per la planor, només interrompuda per la vall de la Nou. Predomina un tipus de sòl bru-vermellós calcari i està travessat pel Torrent de sa Vall.

- El sector de les Serres de Llevant, de formació mesozoica i caracteritzada pel relleu suau. Els sòls són en general poc desenvolupats i es caracteritzen per l'abundància de materials calcaris. És formada per les serres de Calicant (427 m) i des Llodrà (350 m), el puig de so Na Moixa (335 m) i la mola des Fangar (318 m);

- La Marina, formada per molasses blanques, constitueix una plataforma d'uns quatre quilòmetres d'amplària inclinada cap a la mar. Els terrenys calcaris han afavorit l'aparició de diverses formes d'erosió càrstica produïda pels agents atmosfèrics, originant nombroses coves, avencs, fondalades i enderrossalls. Són nombroses les cavitats naturals existents en el terme, amb un predomini de coves. Destaquen sobretot les Coves del Drac, les coves Hams i el conjunt de les coves des Pirata.

### Clima
El clima és típicament mediterrani, temperat i amb estacionament tèrmic. La zona muntanyenca i de l'interior són seques subhumides, mentre que la marina és semiàrida. La temperatura anual mitjana és de 16-17 °C.

### Vegetació
La vegetació presenta les comunitats vegetals pròpies de Mallorca. La superfície forestal representa poc més del 20%. La garriga d'ullastre i garballó s'estén per la marina amb espècies com l'estepa llimonenca, la mata, el fenàs, el romaní i el ciprell. El pinar es desenvolupa a la zona de muntanya i l'alzinar és gairebé inexistent.
Al litoral trobam, entre d'altres, fonoll marí i gatovell mentre que a les platges sols resten redols de card marí. És freqüent el tamarell i el canyet a les zones més humides.
La zona conrada representa el 74% de la superfície. El paisatge agrícola està molt determinat per la presència de l'ametler, el cereal i la figuera i, en menor instància, el garrover i la vinya. El conreu d'hortalisses se centra en el meló, la tomàtiga, el pebre i la lletuga.

## Demografia
| Entitat de població      | Habitants (2024) |
| Manacor                  | 32.859           |
| Portocristo              | 9.287            |
| Cala Morlanda            | 2.362            |
| Cales de Mallorca        | 1.181            |
| Son Macià                | 964              |
| Cala Anguila-Cala Mendia | 661              |
| Cala Murada              | 424              |
| s'Estany d'en Mas        | 142              |
| Font: INE                |                  |

El terme municipal de Manacor presenta a gener de 2020 una població de 44.527 habitants (22.213 dones i 22.314 homes) en una superfície de 260,2 km², el que suposa el 3,8% del total de la població de les Illes Balears. Per altra banda, Manacor és el quart municipi de les Illes amb més població per darrere de Palma, Calvià i Eivissa.
El creixement demogràfic del municipi, al llarg de la història, es pot considerar prou equilibrat en relació al conjunt de l'illa. Al segle xvi la població es calcula entorn dels 5.000 habitants i augmenta fins als 7.000 al segle xviii. L'expansió demogràfica s'inicia al segle xix, amb una població propera als 13.000 a principi del segle xx. A partir de 1920 es produí un fort increment fins a 1940 (19.000), en què hi hagué un estancament. Als anys 1960 tornà a créixer, amb períodes de major alentiment, fins a les dades actuals. En general, l'augment d'aquest últim cicle s'ha caracteritzat per l'onada immigratòria provocada per l'expansió econòmica paral·lela al desenvolupament del sector turístic.
La població del municipi es distribueix en diferents nuclis. El 67,5% es concentra a la ciutat de Manacor, mentre que Porto Cristo n'acull el 19,3%, amb un increment molt notable els últims anys, seguit de s'Illot- Cala Morlanda amb un 4,9%. La resta es reparteix entre Cales de Mallorca, Son Macià, Cala Murada, Cala Anguila i Cala Mendia entre altres nuclis. Finalment, una part important de la població resta disseminada en l'àmbit rural.
Evolució demogràfica del terme municipal entre 1993 i 2021:
| 1993   | 1994   | 1995   | 1996   | 1997   | 1998   | 1999   | 2000   | 2001   | 2002   | 2003   | 2004   | 2005   | 2006   |
| ------ | ------ | ------ | ------ | ------ | ------ | ------ | ------ | ------ | ------ | ------ | ------ | ------ | ------ |
| 27.834 | 28.653 | 29.159 | 29.627 | 30.018 | 30.177 | 30.154 | 30.923 | 31.575 | 33.326 | 34.335 | 35.512 | 35.908 | 37.165 |
| 2007   | 2008   | 2009   | 2011   | 2012   | 2013   | 2014   | 2015   | 2016   | 2017   | 2018   | 2019   | 2020   | 2021   |
| 37.963 | 39.434 | 40.548 | 40.873 | 40.831 | 41.049 | 40.264 | 40.170 | 40.279 | 41.095 | 42.631 | 43.808 | 44.527 | 48.496 |

## Història

### Primers indicis
Els primers indicis d'ocupació humana dels territoris que avui en dia ocupa el terme municipal de Manacor, es remunten a l'època pretalaiòtica (2000-1400 aC), malgrat que l'arribada de l'home a Mallorca és entorn del cinquè mil·lenni. D'aquest període destaquen les coves artificials com a lloc d'enterrament (cova de s'Homonet Vell, a Son Ribot, el Mitjà de les Beies, etc.) i les navetes, aïllades o agrupades en poblats, que són les construccions d'habitació (sa Marineta, s'Hospitalet Vell, etc.). També correspon a aquesta època pre talaiòtica el jaciment recentment investigat de sa Ferradura.

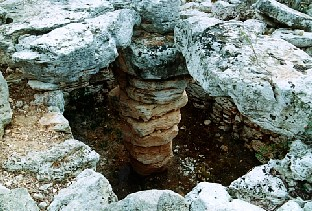
Poblat talaiòtic de s'Hospitalet Vell

### Cultura talaiòtica
Devers el segle xiv aC ja sigui per l'evolució interna de la societat pretalaiòtica o per l'arribada de noves poblacions originàries de la Mediterrània Oriental, s'esdevé un canvi estructural en la prehistòria mallorquina i neix la cultura talaiòtica, caracteritzada per la seva arquitectura, els talaiots, torres construïdes a base de pedres de grans dimensions. Els poblats talaiòtics més destacats de Manacor són el de s'Hospitalet Vell, el des Boc i el de Bellver; també les construccions de Bendrís, Son Sureda i Sa Gruta, entre d'altres.

### L'empremta grega
La presència grega a la Mediterrània Occidental i la fundació d'Ebusus el 654 aC com a colònia púnica, suposà nous canvis per a la població talaiòtica, immersa a partir d'ara dins l'anomenat «món de les colonitzacions». Els contactes amb les cultures clàssiques introduiran nous modes de vida i de creences.

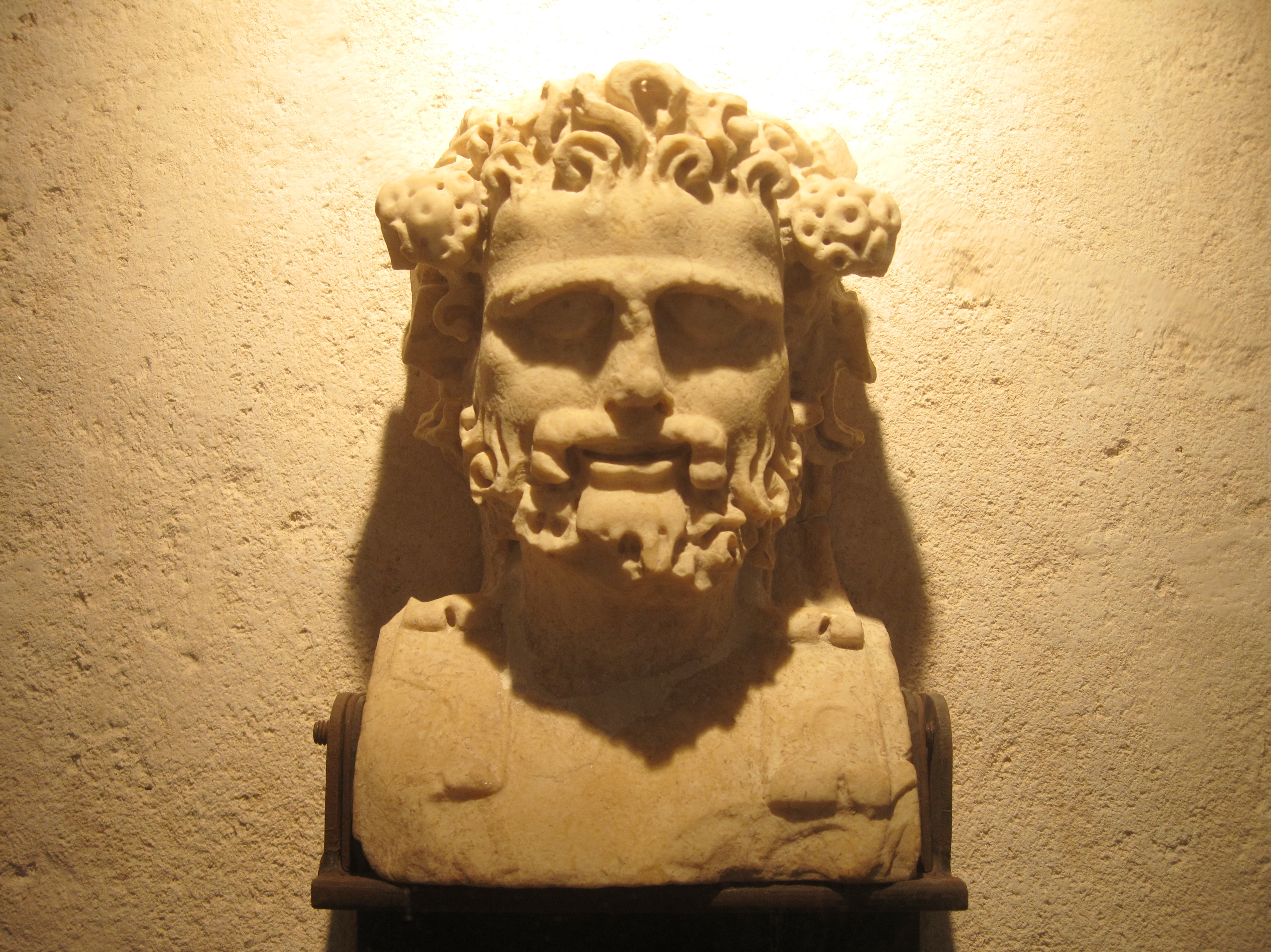
Bust de Bacus trobat a Manacor exposat al Museu d'Història

### Romanització
El 123 aC, Quint Cecili Metel Baleàric va conquerir Mallorca, que a partir d'ara estarà abocada dins un procés de romanització. A Manacor, les nombroses troballes submarines de materials romans a Porto Cristo, mostren un àmbit ben freqüentat en aquest període. Tanmateix, la major abundància de dades que trobam a Manacor corresponen al Baix imperi. Les basíliques de sa Carrotja i de Son Peretó evidencien l'existència de comunitats cristianes ben consolidades.

### L'islam
Durant els segles viii i ix les Illes Balears semblen estar oblidades per les principals potències mediterrànies: l'Imperi Romà d'Orient, l'islam i l'Imperi Carolingi. Tanmateix, durant aquest temps hi ha expedicions islàmiques contra les illes que acabaran el 902 amb la conquesta per l'Emirat de Còrdova.
Les diferents etapes islàmiques es perllonguen fins al 1229, any de la conquesta catalana de Mallorca. El món islàmic a Manacor es plasma per les comunitats pageses del moment que es troben disperses en alqueries i rafals i ens han deixat tan sols com a restes materials fragments de ceràmica. També es conserven topònims que podrien tenir un origen àrab o amazic.
L'origen de la ciutat de Manacor es remunta probablement a les èpoques anteriors a la dominació islàmica, com ho demostren les restes trobades als voltants de l'actual església parroquial.

### Reconquesta
Quan el 1229 el Rei Jaume I va desembarcar a Mallorca, Manacor era un dels principals nuclis de població fora de Palma i cap d'un dels dotze districtes en què estava dividida l'illa. Amb el repartiment, va passar a mans de Nunó Sanç, el qual al morir sense descendència la deixà altra volta al rei Jaume I. Ja l'any 1300 Jaume II de Mallorca concedí a Manacor l'estatut de vila mitjançant les Ordinacions. En aquests moments comptava amb un poblament de certa importància i els documents ens parlen de l'existència d'una parròquia l'any 1236. Dels inicis urbanístics s'han conservat la Torre del Palau i la fortificació d'algunes cases rurals (Torre de ses Puntes i Torre dels Enagistes). De l'època medieval cal recordar el paper de Manacor en els conflictes socials amb el protagonisme d'un personatge destacat: Simó Tort.

### Modernització
Fins al segle xix l'economia de Manacor era agrícola: cereals, vinya i ramaderia (ovelles), encara que també el sector del tèxtil i de l'alimentació tenia certa importància, com també les gerreries. El segle xix marcarà l'inici de la transformació que convertirà Manacor en el que és. Augmenten les activitats industrials, dedicades a la transformació dels productes agrícoles: apareixen els molins fariners de vent i una fàbrica d'aiguardents. Des de la segona meitat del segle la construcció de mobles i la posterior creació de fàbriques seran una de les bases de l'economia manacorina. També continuen les gerreries i l'elaboració de licors i vins.
El 1879 s'inaugurà la línia de ferrocarril d'Inca a Manacor i el 1902 es fundà la primera fàbrica de perles d'imitació mallorquines. Així, Manacor va esdevenir el centre comercial i industrial de Llevant. Des de 1912 Manacor posseeix el títol de ciutat.

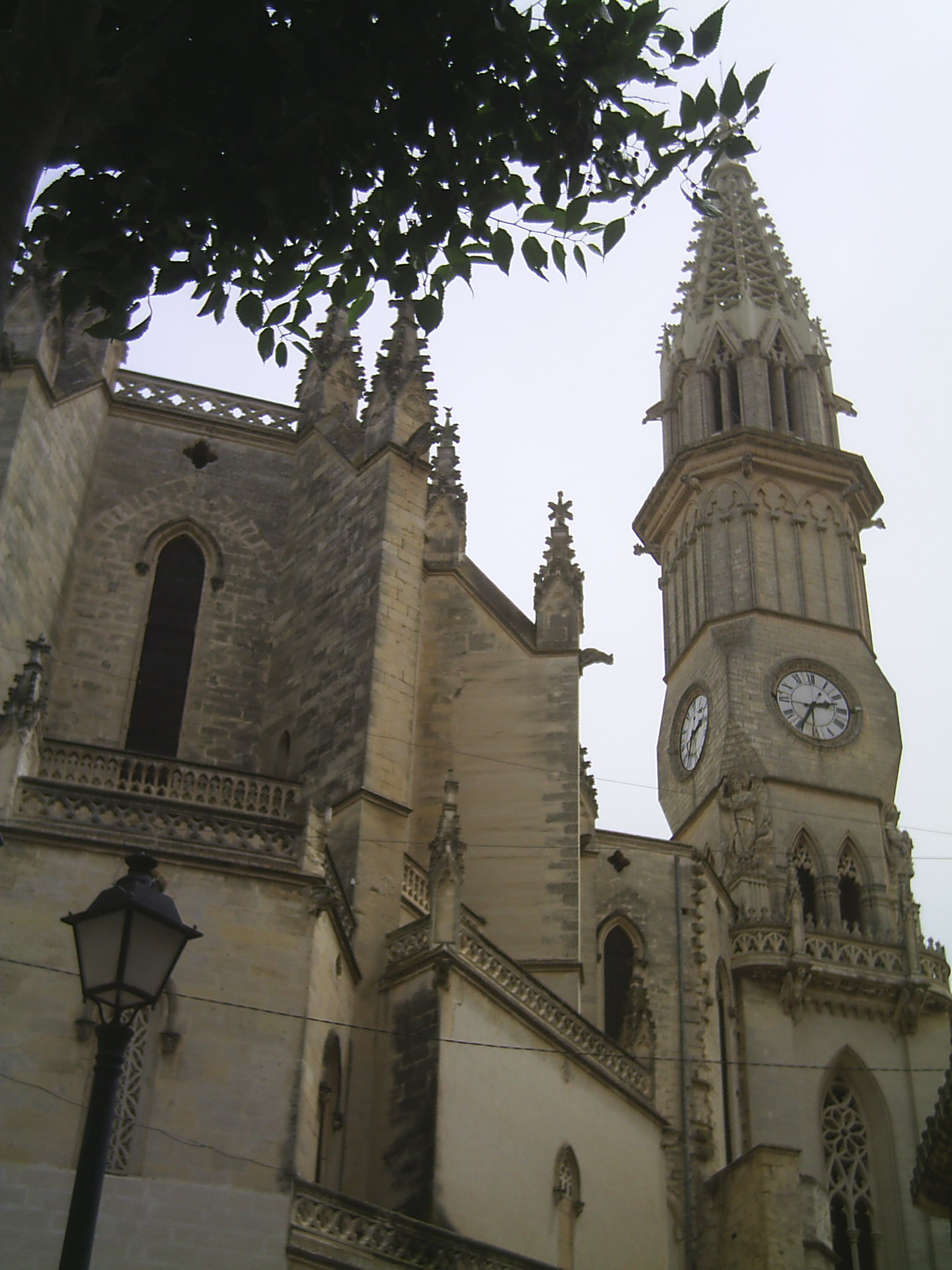
Església de Santa Maria dels Dolors (Manacor)

### Urbanisme
Tot aquest desenvolupament d'activitat econòmica, a la qual a partir dels anys 1960 s'afegeix el turisme, modificà no tan sols els costums de la societat, sinó que també tingué un fort impacte urbanístic: a final del segle xix es construí la nova església parroquial Nostra Senyora dels Dolors, que s'ubica al mateix lloc de les esglésies anteriors, la més antiga documentada el 1232 i possiblement construïda sobre una mesquita àrab (troballa d'una inscripció funerària, avui al Museu Diocesà de Palma). El campanar és l'element més emblemàtic. També s'edifiquen alguns dels casals dels carrers Nou, Major, Pius XII, Bosch, etc. Al mateix temps s'expandiren i consolidaren les barriades històriques (Fartàritx i es Barracar) i es crearen noves urbanitzacions als voltants de l'estació del ferrocarril i de na Camel·la. Actualment el creixement urbanístic més destacat són les noves àrees dels centres escolars i l'eixample dels passeigs del Port, Fartàritx i del Ferrocarril.

## Personalitats

### Cultura
- Antoni Maria Alcover i Sureda
- Guillem Fullana i Hada d'Efak
- Maria Antònia Oliver Cabrer
- Antoni Parera Fons
- Antoni Riera Nadal
- Miquel Àngel Riera Nadal
- Jaume Santandreu Sureda
- Aina Maria Sansó Rosselló

### Esport
- Elena Gómez Servera
- Joan Gomis Vives
- Miquel Mas Gayà
- Francisco Javier Muñoz Llompart
- Miquel Àngel Nadal Homar
- Toni Nadal Homar
- Rafael Nadal Parera
- Albert Riera Ortega

### Personatges històrics
- Simó Ballester (Lo Tort)

### Fills il·lustres
- Antoni Rosselló Nadal (1842-1916) (Nomenament 1906)
- Miquel Riera Sureda "Baix Riera" (1860-1939) (Nomenament 1911)
- Llorenç Caldentey Perelló (1824-1916) (Nomenament 1912)
- Llorenç Galmés Sansó (1835-1917) (Nomenament 1913)
- Miquel Amer Servera (1847-1910) (Nomenament 1946)
- Antoni Maria Alcover i Sureda (1862-1932) (Nomenament 1950)
- Andrés Fernández Truyols (1870-1961) (Nomenament 1952)
- Santiago Nicolás Duran (1905-1968)
- Pere Joan Bonnín Bonnín (1903-1955) (Nomenament 1960)
- Joan Mesquida Galmés (1898-1983) (Nomenament 1983)
- Joan Baptista Binimelis (1538-1616) (Nomenament 1988)
- Antoni Amer Llodrà "Garanya" (1882-1936) (Nomenament 2006)
- Guillem Fullana Hada d'Efak (1930-1995) (Nomenament 2018)
- Miquel Brunet Miquel (1919-2007) (Nomenament 2018)
- Catalina Riera Roig (Nomenament 2022)
- Joan Riera Ferrari (Nomenament 2022)
- Aina Maria Sansó Rosselló (Nomenament 2022)
- Lluïsa Fuster Cortés (Nomenament 2022)

### Fills predilectes
- Benito Tomàs Riera Mesquida (1871-1919) (Nomenament 1975)
- Rafel Nadal Parera (1986) (Nomenament 2010)
- Maria Antònia Oliver Cabrer (1946) (Nomenament 2018)
- Antoni Parera Fons (1943) (Nomenament 2018)
- Cristòfol Pastor Noguera, "Pífol" (Nomenament 2022)
- Maria Montserrat Ferrer Oliver (Nomenament 2022)
- Sebastià Sansó Barceló (Nomenament 2022)
- Margalida Cortès Fons (Nomenament 2022)

### Fills adoptius
- Pasqual Ribot Pellicer (Nomenament 1888)
- Valerià Weyler Nicolau (1838-1930) (Nomenament 1902)
- Josep Cotoner Allendesalazar (1848-1927) (Nomenament 1917)
- Alexandre Rosselló i Pastors (1853-1923) (Nomenament 1917)
- Jaime del Ojo Fiestas Baquedano (Nomenament 1917)
- Rafel Ignasi Rubí Pocoví (1842-1932) (Nomenament 1918)
- Antoni Alcover Maspons (Nomenament 1920)
- Joan Servera Camps (1888-1957) (Nomenament 1975)

## Administració pública
És el cap de partit del Partit judicial del mateix nom. Compta amb sis jutjats de primera instància i instrucció, oficina d'Hisenda, delegació de la Seguretat Social, ITV, Registre de la propietat i diverses notaries. Hi ha un parc de bombers, una caserna de la Guàrdia Civil, una comissaria de la Policia Nacional i té un cos de Policia Local.

### Batles de l'actual etapa democràtica
- Llorenç Mas Sunyer 1979-1980 (CDI)
- Jaume Llull Bibiloni 1980-1983 (PSOE)
- Gabriel Homar 1983-1987 (PP)
- Jaume Llull Bibiloni 1987-1991 (PSOE)
- Gabriel Homar 1991 (PP)
- Gabriel Bosch 1991-1995 (PP)
- Bartomeu Rosselló 1995-1996 (PP)
- Catalina Sureda Fons 1996-1999 (PP)
- Miquel Riera Servera 1999-2003 (ALM-UM)
- Antoni Pastor i Cabrer 2003-2007 (PP)
- Antoni Pastor i Cabrer 2007-2011 (PP)
- Antoni Pastor i Cabrer 2011-2012 (PP)
- Antoni Pastor i Cabrer 2012-2015 (CpM)
- Miquel Oliver Gomila 2015 (MÉS-ER)
- Pedro Rosselló Cerdá 2015 - 2017 (PP)
- Catalina Riera Mascaró 2017- 2019 (Pi)
- Miquel Oliver Gomila 2019-actualitat (MÉS)

## Política i govern municipal
Manacor ha estat un municipi amb una política local marcada per la pluralitat i els canvis en les majories municipals. A partir de les eleccions municipals de 2011, el consistori va estar dominat per la figura d'Antoni Pastor i Cabrer, que va trencar amb la direcció del Partit Popular de les Illes Balears (PP) el 2012, creant el grup Coalició per Manacor. Posteriorment, aquest grup es va integrar al partit Proposta per les Illes (El Pi), a la vegada que la política local es va veure marcada per una major diversitat d'opcions polítiques.
A continuació es presenten els resultats de les darreres eleccions municipals i els batles de cada legislatura:
| Any  | Partit més votat | Regidors | Batle electe                   | Partits amb representació al consistori |
| ---- | ---------------- | -------- | ------------------------------ | --------------------------------------- |
| 2011 | PP               | 11       | Antoni Pastor (PP)             | 6 (PP,PSIB,PSM,AIPC,ALM,ER)             |
| 2015 | MÉS-Esquerra     | 5        | Miquel Oliver (MÉS) [coalició] | 6 (MÉS,EL PI,PP,PSIB,AIPC,VOLEM)        |
| 2019 | MÉS-Esquerra     | 6        | Miquel Oliver (MÉS)            | 6 (MÉS,PSIB,PP,EL PI,AIPC,UNIDES PODEM) |
| 2023 | MÉS              | 7        | Miquel Oliver (MÉS)            | 5 (MES,PP,PSIB,AIPC,VOX)                |

### Moció de censura de 2015
A les eleccions municipals de 2015, Més per Mallorca va obtenir el major nombre de regidors, amb 5, però va perdre la batlia a causa d'una moció de censura registrada el novembre de 2015. A la moció van donar-hi suport 12 regidors: el PP, El Pi Manacor i AIPC. El 29 de juliol de 2015, Miquel Oliver (MÉS-ER) va ser elegit batle per primer cop, però a partir de llavors es va produir una successió de batlies a causa de la moció fins a final de legislatura al 2019:
- 2015: Miquel Oliver (MÉS-ER)
- 2015-2017: Pedro Rosselló (PP)
- 2017-2019: Catalina Riera (El Pi)

Aquest període va ser marcat per una major estabilitat política amb els pactes de coalició entre diferents forces. No obstant això, la fragmentació política a Manacor ha continuat reflectint-se en la necessitat de coalicions i pactes per garantir una majoria estable.

## Fires, festes i celebracions

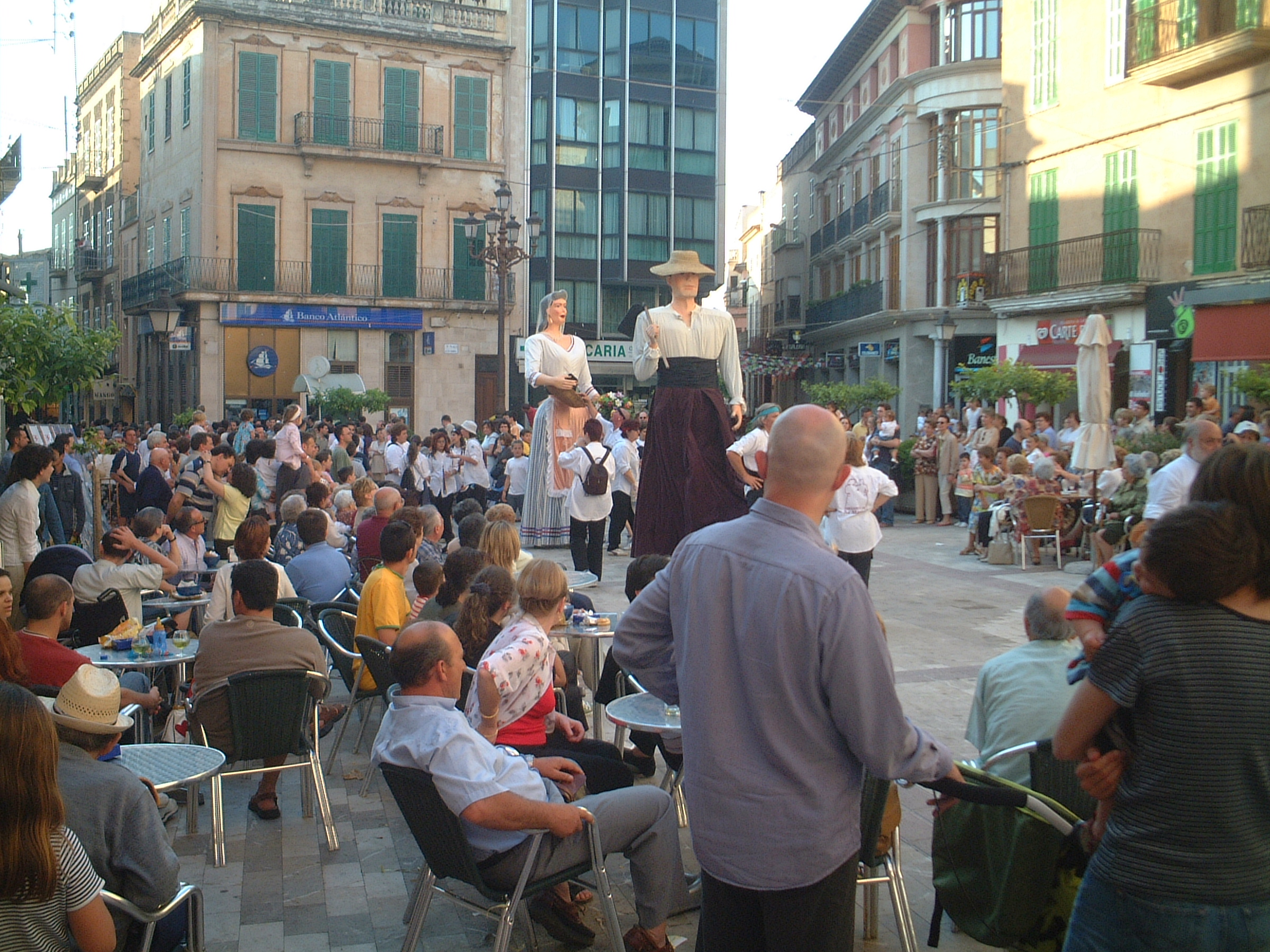
Gegants a Sa Bassa (Manacor)

Durant l'any, a Manacor es duen a terme un ampli ventall de festes, ja sigui als diferents nuclis o barriades o per a festejar alguna data important.

### Sant Antoni Abat (Manacor)
La Festa de Sant Antoni ha esdevingut, sobretot durant la darrera dècada, la festa popular per excel·lència de Manacor, gràcies en part, al seu caràcter lúdic i festiu. Se celebra els dies 16 i 17 de gener, tot i que una setmana abans s'encalenteixen els motors amb l'Assaig dels Goigs a la plaça de la Concòrdia, el sopar popular i el primer ball dels dimonis. Dia 16 de gener destaca per la dansa dels dimonis que, acompanyats per la banda de música, van de fogueró en fogueró ballant i arreplegant la gent, que els segueixen fins a la darrera foguera. Dia 17, al matí, se celebren les beneïdes. Les festes acaben el vespre amb el darrer ball dels dimonis.

### Fires i Festes de Primavera (Manacor)
Les Fires i Festes de Primavera són un conjunt de celebracions dutes a terme a final del mes de maig i principi de juny a Manacor. Destaquen per la mescla d'activitats de tota casta d'esdeveniments. Hi ha actes folklòrics com ball dels Cossiers, la trobada de gegants, l'actuació castellera i el ball dels Moretons, ball de bot… una fira agrícola, industrial i ramadera, exposicions, concerts, jornades esportives, demostracions, actuacions teatrals, etc.

### Sant Jaume (Manacor)
Sant Jaume és el patró de Manacor, i des de fa dues dècades es duu a terme una fira artesanal, organitzada per l'associació de comerciants de Manacor. Des del 2012, però, un conjunt d'associacions culturals (Al·lots de Llevant, Dones de Llevant i Xítxeros amb Empenta) recuperaren les antigues tradicions de principi de segle xx. Aquestes són l'encamisada, el cercavila i els Jocs del Cós, juntament amb un sopar popular i una cursa nocturna.

### Calendari de festes del municipi de Manacor
| Festa                                                                 | Data                                                                                 |
| Reis d'Orient                                                         | 1 i 5 de gener                                                                       |
| Sant Antoni                                                           | 16 i 17 de gener                                                                     |
| Sa Rua                                                                | Febrer                                                                               |
| Processons de Setmana Santa                                           | Dimarts Sant(processó del silenci), Dijous Sant, Divendres Sant i Diumenge de Pasqua |
| Festa de sa Ximbombada - Son Macià                                    | Dissabte de carnaval                                                                 |
| Fires i Festes de Primavera                                           | Darrera setmana de maig i primera setmana de juny                                    |
| Festes de Porto Cristo                                                | Setmana del 16 de juliol                                                             |
| Festes de Sant Jaume                                                  | 25 de juliol                                                                         |
| Festes de Cala Morlanda                                               | Primera setmana d'agost                                                              |
| Festes de Cala Murada                                                 | Primera setmana d'agost                                                              |
| Festes patronals de Son Macià                                         | Segona setmana d'agost                                                               |
| Festes de s'Illot                                                     | Segona i tercera setmana d'agost                                                     |
| Festes de Cala Mendia, Cala Anguila, Cala Magrana i s'Estany d'en Mas | Darrera setmana d'agost                                                              |
| Fira de setembre                                                      | Tercer diumenge de setembre                                                          |
| Festes de Cales de Mallorca                                           | Darrera setmana de setembre                                                          |

### Calendari de festes dels barris de Manacor
| Festa                                      | Data                                             |
| Fartàritx                                  | Primera setmana de maig                          |
| S'Agrícola - Sant Isidre                   | Segona i tercera setmanes de maig                |
| Es Convent, es Tren, s'Antigor i es Centre | Tercera setmana de maig                          |
| Ses Tapereres                              | Primera i segona setmanes de juny                |
| Es Serralt                                 | 24 de juny (Sant Joan)                           |
| Sa Torre                                   | Darrera setmana de setembre                      |
| Son Fangos                                 | 12 d'octubre                                     |
| Llevant                                    | Segona i tercera setmanes d'octubre (Ses Verges) |
| Santa Catalina i els Creuers.              | Segona setmana de novembre                       |
| Tramuntana                                 | Tercera i quarta setmanes de novembre            |
| S'Espinagar                                | Tercera setmana de novembre                      |

### Mercats
Manacor
- Dilluns, de 9 h a 13 h, a la plaça Ramon Llull (mercat setmanal).
- Dissabte, de 9 h a 13 h, a la plaça de sa Bassa.
- De dilluns a dissabte, de 9 h a 13 h, a la plaça Constitució (fruites i verdures).

Porto Cristo
- Dimarts, a partir de les 17.30 h, a la plaça de l'Aljub (mercat artesanal). Els mesos d'estiu (juny-setembre).
- Diumenge, de 9 h a 13 h, al passeig de la Sirena (mercat setmanal).

S'Illot
- Dissabte, de 9 h a 13 h, a l'av. dels Pins (mercat setmanal).
- El juliol i l'agost el mercat es fa de 18 h a 24 h al carrer Tamarell.

Cala Murada
- Dijous, de 9 h a 13 h, al carrer Galícia (abril-octubre).
- La resta de mesos (novembre-març) al carrer Via Europa, 120 (davant del Parc Infantil)

## Educació
Des de 1992 el municipi té el segell «Ciutat Educadora». Compta amb multitud d'escoles infantils de 0-3 anys com la de Nins i Nines i de 3-6 anys com Sa Graduada i Sa Torre, així com de primària com les d'Es Canyar, Simó Ballester, Jaume Vidal, Molí de’n Xema, La Salle, Sant Vicenç de Paül, Sant Francesc d'Assís, Puresa de Maria, Ses Comes, Mitjà de Mar entre d'altres. També té tres centres de secundària: l'IES Porto Cristo, l'IES Mossèn Alcover i l'IES Manacor. Altres centres educatius del municipi són el Centre d'Educació de Persones Adultes Llevant (de titularitat compartida entre els governs municipal i autonòmic), l'Escola Municipal de Música i Dansa, l'Escola Municipal de Mallorquí i el Centre Universitari de Manacor. El 2018 UNICEF va atorgar la distinció de Ciutat Amiga de la Infància perquè l'Ajuntament respecta i aplica en les seves polítiques, normes i programes els drets de la infància.

## Sociolingüística[calcitació]
A Manacor predomina una població catalanoparlant amalgamada amb una població castellanoparlant i una de magrebina; darrerament també hi ha un nombre creixent d'origen equatorià. La llengua d'ús habitual entre els manacorins és el català (en un 73,63% dels joves, un 62,42% de les al·lotes, en un 68,45% dels pares i un 66,21% de les mares), sobretot de cara als mesos d'hivern, ja que de cara a l'estiu la població autòctona es desplaça cap a la costa i sol quedar la població immigrada. Manacor es troba entre la integració i la no-integració a causa, suposadament, de les seves dimensions però la vitalitat de l'ús del català a tots els àmbits i el prestigi que té la llengua a nivell cultural creen inèrcies positives cap a la normalització de la llengua. La no-integració és motivada sobretot pels hàbits lingüístics d'avui que condueixen cap al canvi automàtic de la llengua catalana per la castellana, sigui quin sigui l'origen de l'interlocutor o del nouvingut. Són pocs els interlocutors que mantenen la llengua d'aquesta terra.

## Cultura

### Símbols
L'escut de Manacor té blasonament amb escut ibèric d'argent, una mà destra carnada amb una màniga d'atzur sostenint un cor de gules. L'escut representa la mà d'una persona sostenint amb el puny tancat un cor fent referència al nom del municipi. En realitat, el nom de Manacor prové d'una família amaziga que antigament va dominar aquesta la zona, els Manquri, i que també va donar nom a la població de Mancor.

### Ball tradicional
El ball tradicional de Manacor, com a la resta de les Gimnèsies, és el Ball de bot. Tot i així, els diferents balls que el componen (jota, mateixes...), presenten una sèrie de particularitats pròpies. Actualment s'imparteixen cursos de ball de bot a l'Escola Municipal de Mallorquí.

### Danses rituals
A Manacor existeixen actualment cinc danses rituals, Els Cossiers, els Moretons, els Indis, els Nanets i les Dames. Es creu però que antigament n'haurien pogut existir altres com: Sant Joan Pelós i els Cavallets com a Felanitx i es té constància d'una altra anomenada els Negrets, les dades més antigues de la qual es remunten l'any 1881 i que desaparegué definitivament l'any 1926, després de diversos intents de recuperació.

#### Cossiers de Manacor

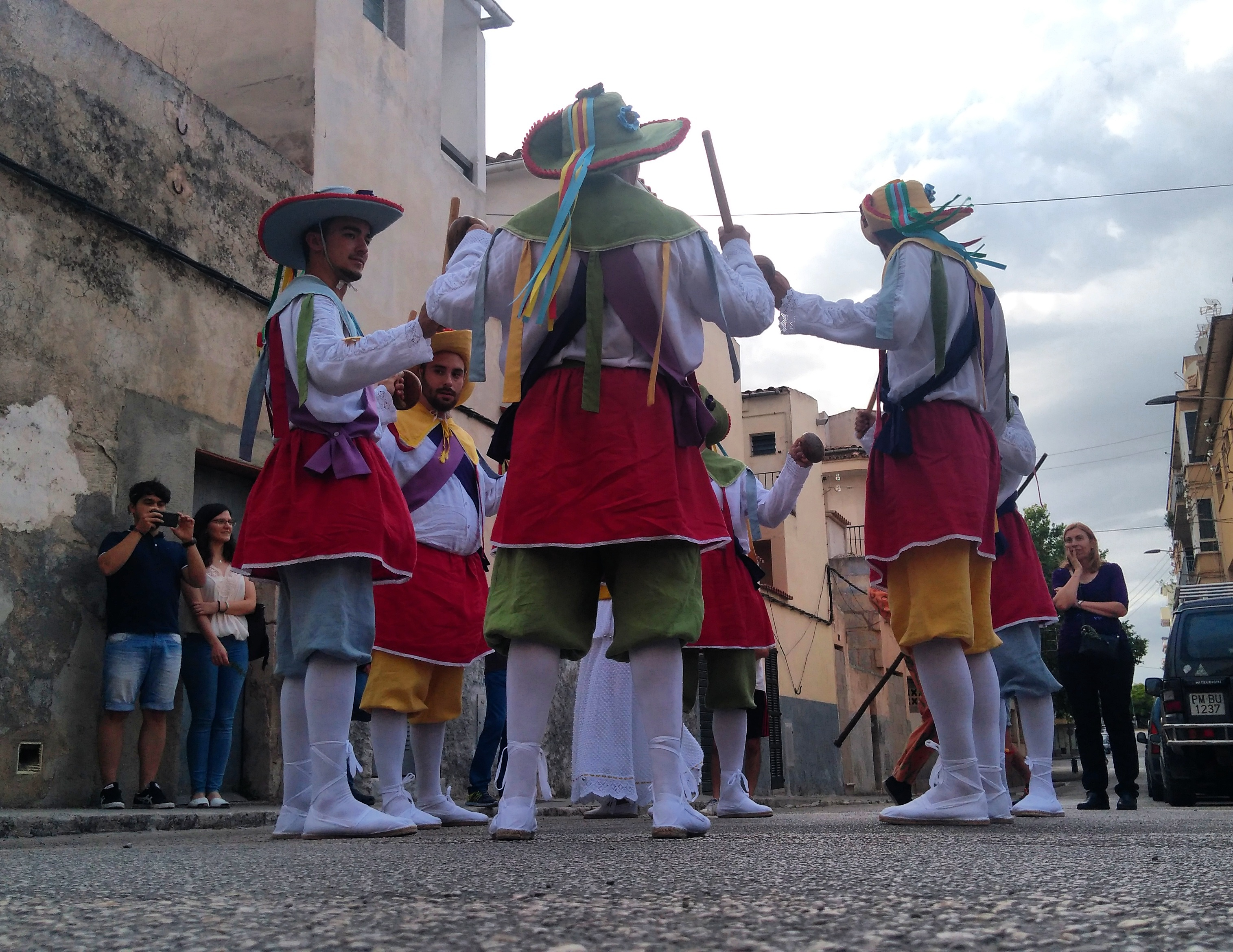
Ball dels Broquers dels Cossiers de Manacor.

Dansa ritual compost per sis homes i una dona (dama) i un dimonió, es recuperaren l'any 1981 a partir d'un treball universitari a càrrec d'Aina Sansó, Coloma Gelabert i Maria Galmés. Executen cinc danses diferents: es peuet, la balanguera (versió llarga), la balanguera (versió curta), es broquers (únic ball de bastons a Mallorca) i sa processó (ball d'acompanyada, interpretat també per les xeremies). Després dels balls, els dansaires reparteixen un brotet de romaní com a símbol de festa i de primavera. Estan lligats a l'Escola Municipal de Mallorquí. S'exhibeixen entre maig i juny durant les Fires i Festes de Primavera.

#### Moretons
Dansa ritual de creació moderna composta l'any 1855 amb motius religiosos. Els seus orígens es perden dins la història. És considerada una dansa morisca. La indumentària recorda als pirates barbarescs, que al segle xvi atacaven les costes mallorquines. Duen unes macetes a les mans, rodones, que les van batent contra altres macetes, una a cada genoll i a la panxa. El renou que emeten pot recordar una dansa guerrera. Són sis moretons que van acompanyats dels gegants de Sant Domingo i de s'Alicorn i s'exhibeixen per les festes de Sant Domingo sempre la setmana abans de les fires i festes de primavera

#### Indis de Crist Rei
Dansa ritual pròpia de les festes de Sant Roc de l'església de Crist Rei introduïda dins la dècada de 1890 pels germans de la Caritat. Compost per vuit al·lots vestits d'indis que ballen al voltant d'un pal amb cintes que és sostingut per una dama (també un al·lot). Els balladors executen tres danses diferents mentre van trenant i destrenant les cintes de tela de diferents colors al voltant del pal.

#### Nanets de Fartàritx
El naixement d'aquesta dansa sembla estar lligat a la capella del Sant Crist de la Fe, constituïda el 1882. Sembla que haurien sorgit per aconseguir almoines i solemnitzar les festes de la barriada de Fartàritx. Devers el 1895 deixaren d'actuar per pressions i befes, ja que la població de Manacor mai acabà d'entendre la dansa perquè tenien poca popularitat i tradició. A les darreries dels anys 80 del segle passat es recuperà el ball tot i que, avui en dia, segueixen gaudint de poca popularitat. Són sis els balladors i actualment compta de dos balls.

#### Dames de Sor Tomasseta
Dansa ritual de nova creació. El 6 de novembre de 1999, amb la presència dels Moretons, s'estrenà aquesta nova dansa sota l'empara de la barriada de Santa Catalina i els Creuers. Es tracta de 9 nines dansaires d'entre deu i dotze anys vestides amb falda blanca i una altra vestida de la beata de Santa Catalina. Executen un ball que consisteix en botets de cavall cap endavant i cap enrere mentre formen figures geomètriques que recorden estrelles i cercles.

### Figures tradicionals
A part dels balls tradicionals i les danses rituals, a Manacor hi ha una sèrie de figures que sovint acompanyen aquestes danses o que per altra banda apareixen en certes festivitats de la ciutat.

#### Gegants de Manacor

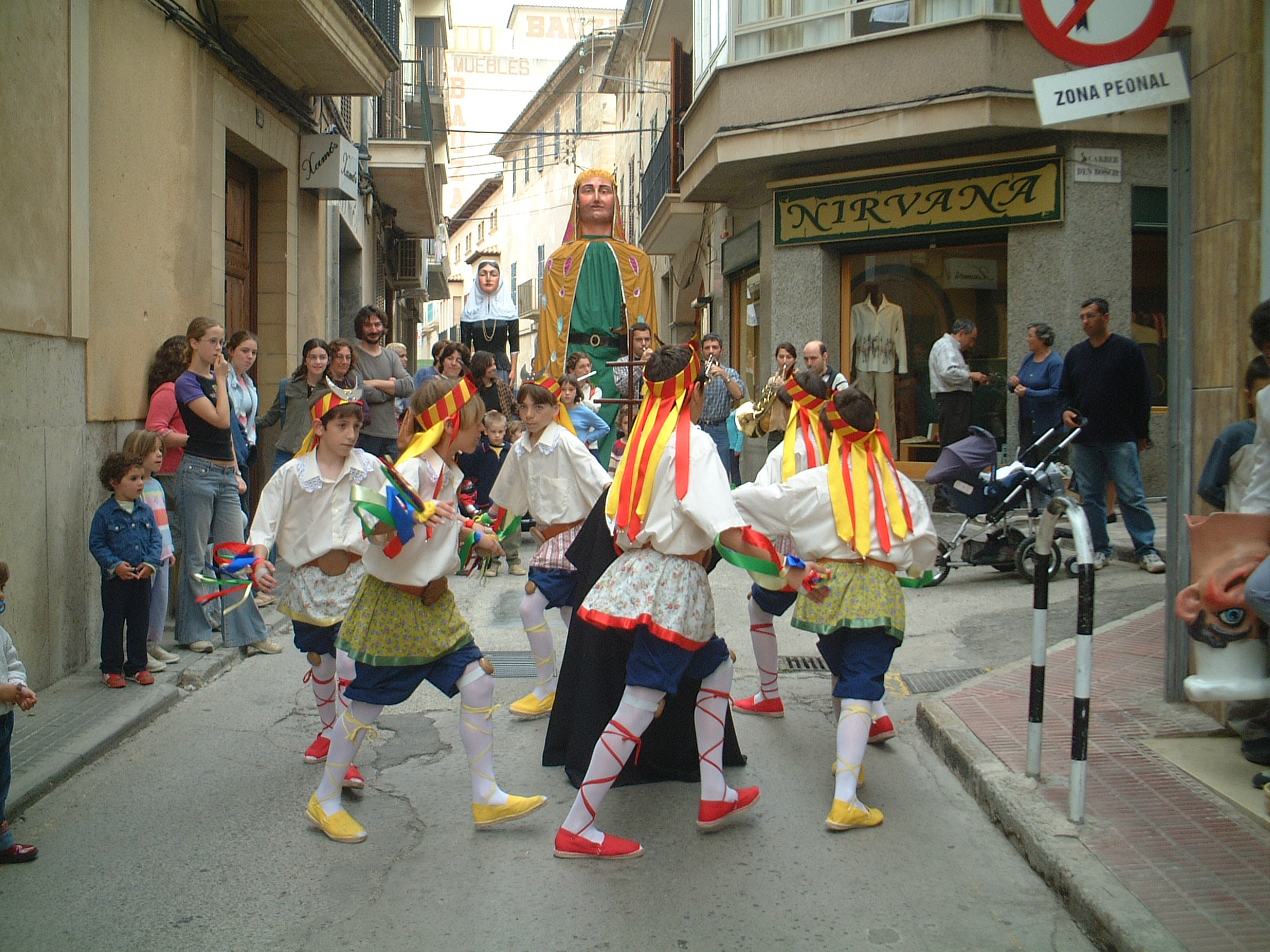
Moretons i gegants de Manacor

- Gegants de Sant Domingo: Compten de dos gegants que representen un moro i una pagesa. Els seus noms són Vicenç i Catalina respectivament. Es regeixen per la Colla Gegantera de Sant Domingo, que forma part de l'Associació Cultural Sant Domingo. Surten per les festes de Sant Domingo juntament amb els Moretons i s'Alicorn i des de l'any 2001, participen en la Trobada de Gegants, dins el marc de les Fires i Festes de Manacor, que agrupa una gran quantitat de gegants de Mallorca i alguna colla convidada de fora. També participen en les desfilades de carrosses i comparses i en altres trobades geganteres.

- Gegantó Domingo: personatge divertit que balla juntament amb els gegants de Manacor des de l'any 2005.
- Gegantó Picarolet: gegantó petit per esser portat pels nens de 6/10 anys de la colla que representa un bufó.

- Gegantó d'Antoni M. Alcover: gegantó que representa la figura de Mossèn Antoni M. Alcover. També forma part dels gegants de Sant Domingo, però creat i custodiat per l'associació Cultural Sant Domingo. Tot i així surt amb els altres gegants.

- Filla des Carbonaret (Catalineta): primera gegantona de la sèrie que es vol construir, representant les rondalles d'en Jordi des Racó, amb la cara d'una persona important dins Manacor. Aquesta rondalla està dins el primer tom de Rondalles Mallorquines de Jordi des Racó (Mn. Antoni M. Alcover).
- Sant Vicenç Ferrer: segon gegantó de la sèrie que es vol construir, representant les rondalles d'en Jordi des Racó. Aquesta rondalla està dins el cinquè tom de Rondalles Mallorquines de Jordi des Racó (Mn.Alcover).[18]

#### S'Alicorn
L'any 1384, Andreu Sescala regalà al convent de sant Domingo de Manacor un faristol per tal de sostenir els papers del cant pla duran les funcions litúrgiques. Amb el pas del temps, el faristol, fou substituït per un de més modern, que tan sols fou usat per la diada de sant Domingo, que era col·locat a l'entrada de la portaria, i vestit com els estudiants portant una capa curta i capell tricorni, amb una ploma a la mà dreta, un llibre de poesies satíriques a l'esquerra i un llum d'oli, penjat a la banya que surt del cap; i així el passejaven pels carrers de la Ciutat, essent objecte de burla per part del poble, que, al seu voltant, cantaven cançons còmiques. Es creu que l'Alicorn representa l'heretgia ridiculitzada i vençuda per Sant Domingo i els seus fills a través de l'oració i l'estudi.

#### Dracs de Crist Rei
Dues figures en forma de drac que acompanyen els Indis de Crist Rei, durant la dansa ritual. L'any 2010 foren restaurats amb nova vestimenta.

### Castellers
Des de 1996 existeix a Manacor una colla castellera anomenada Al·lots de Llevant. La seva primera actuació fou un any després a Santa Eugènia i uns mesos després dins el marc de les Fires i Festes de Primavera. D'ençà de la seva creació han anat agafant el seu espai dins el marc cultural de la ciutat.

### Teatre
El teatre a Manacor s'ha convertit en una tradició bastant arrelada gràcies a l'Institut Públic del Teatre Municipal de Manacor.

### Música
Manacor compta amb un conservatori professional de música i una banda de música. Al poble també hi ha diversos grups de música moderna, com Jorra i Gomorra, Roig! o Roger Pistola.

### Hípica
És remarcable el nombre d'aficionats a l'hípica, més concretament a les carreres de trot enganxat, que se celebren cada cap de setmana a l'hipòdrom, situat a la carretera de Palma en direcció a Sant Llorenç des Cardassar.

### Futbol
El principal equip de futbol de Manacor és el CE Manacor, per bé que també hi ha altres clubs com l'Inter Manacor o la UE Barracar

## Arquitectura

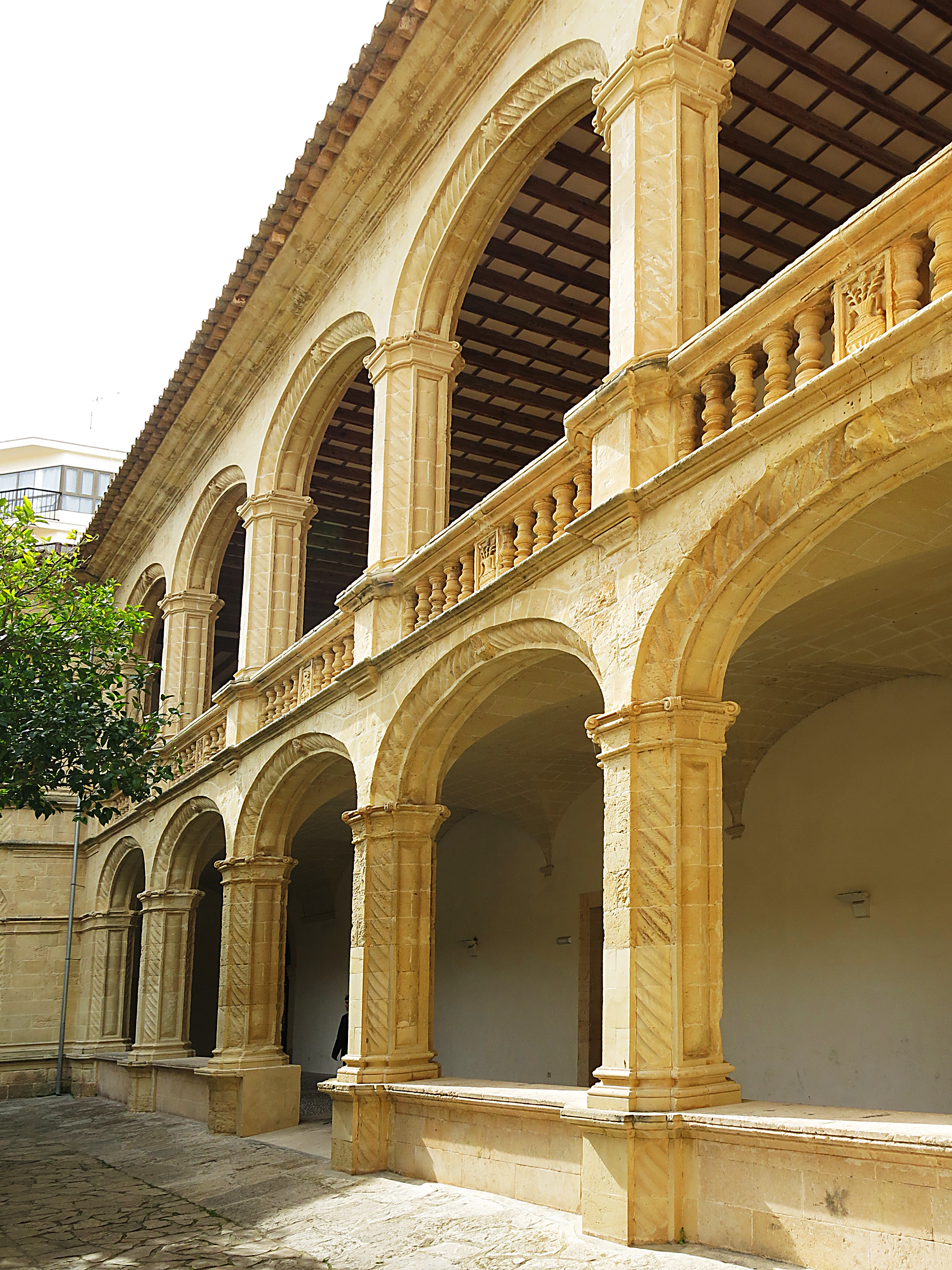
Claustre de Sant Vicent Ferrer

- Època pretalaiòtica (2000-1400 aC). D'aquest període destaquen les coves artificials com a lloc d'enterrament (cova de s'Homonet Vell, a Son Ribot, el Mitjà de les Beies, etc.) i les navetes, aïllades o agrupades en poblats, que són les construccions d'habitació (sa Marineta, s'Hospitalet Vell, etc.).
- Època talaiòtica. Destaquen alguns talaiots, grans torres construïdes a base de pedres de grans dimensions. Els poblats talaiòtics més destacats de Manacor són el de l'Hospitalet Vell, el des Boc i el de Bellver; també les construccions de Bendrís, Son Sureda i Sa Gruta, entre d'altres.
- Època romana. Destaquen el port romà construït al torrent de na Llabrona i a l'altura de les coves dels Hams, les basíliques de sa Carrotja i de Son Peretó que evidencien l'existència de comunitats cristianes ben consolidades.
- Edat Mitjana. S'han conservat la Torre del Palau Reial i la fortificació d'algunes cases rurals com la Torre de ses Puntes o Torre d'en Mir i la Torre dels Enagistes.
- Segle xvi. El convent dominic de Sant Vicent Ferrer, del qual destaquen el claustre, la capella del Roser i un retaule d'estil xorigueresc.
- Segle xviii-xix. Un patrimoni industrial de tres molins restaurats: el d'en Polit, el d'en Beió (restaurat i funcional) i el d'en Fraret (seu de la secció etnogràfica del Museu d'Història)
- Segle xix. Destaca l'església arxiprestal neogòtica de Santa Maria dels Dolors datada de l'any 1891.

## Mitjans de comunicació
Hi ha una cadena de televisió local privada, així com diverses publicacions:
- De periodicitat setmanal hi ha per ordre d'antiguitat el Manacor Comarcal, 7Setmanari i Cent per Cent.
- De periodicitat quinzenal el Perlas y Cuevas
- De periodicitat mensual el Porto Cristo.
- Versió digital: 7500

## Economia
Manacor és un dels municipis econòmicament més diversificats. L'ajuntament de Manacor tenia un pressupost de 34.775.581 € l'any 2015.
Malgrat que a partir de la segona meitat del segle xx l'agricultura ha perdut importància dins el conjunt del PIB, a Manacor queda un sector actiu i molt diversificat, amb hivernacles, on es fa cultiu hidropònic i en terra, horticultura a l'aire lliure, vinyes, fruiters, ametllers i cereals. Les antigues possessions ja no tenen el pes d'abans; encara n'hi ha algunes que mantenen l'esplendor d'antany com Santacirga o Es Fangar, la més gran del terme.
Manacor és conegut per la seva indústria de perles artificials. La primera fàbrica va ser fundada el 1902, per l'industrial alemany Eduard Friederich Hugo Heusch. El 1951 aquesta mateixa fàbrica va introduir un nou tipus de perla anomenada Majorica, d'una qualitat molt superior a la resta. Actualment cada dia centenars de turistes visiten els tallers de fabricació d'aquestes perles.
L'altra indústria destacada és la de la fusta, sobretot amb la fabricació de mobles. Fins al punt d'atreure gent de tot Mallorca, a l'hora de comprar mobles. Això ha dut a anomenar-la com La ciutat del moble. Actualment les polítiques de deslocalització han sumit la indústria manacorina en una forta crisi.